# Урочище Петровская лука
Урочище Петровская лука — комплексный памятник природы регионального значения. Расположен в Семикаракорском районе Ростовской области. Статус природного памятника Урочище Петровская лука получило согласно Постановлению правительства Ростовской области от 15.05.2014 №349.

## Описание

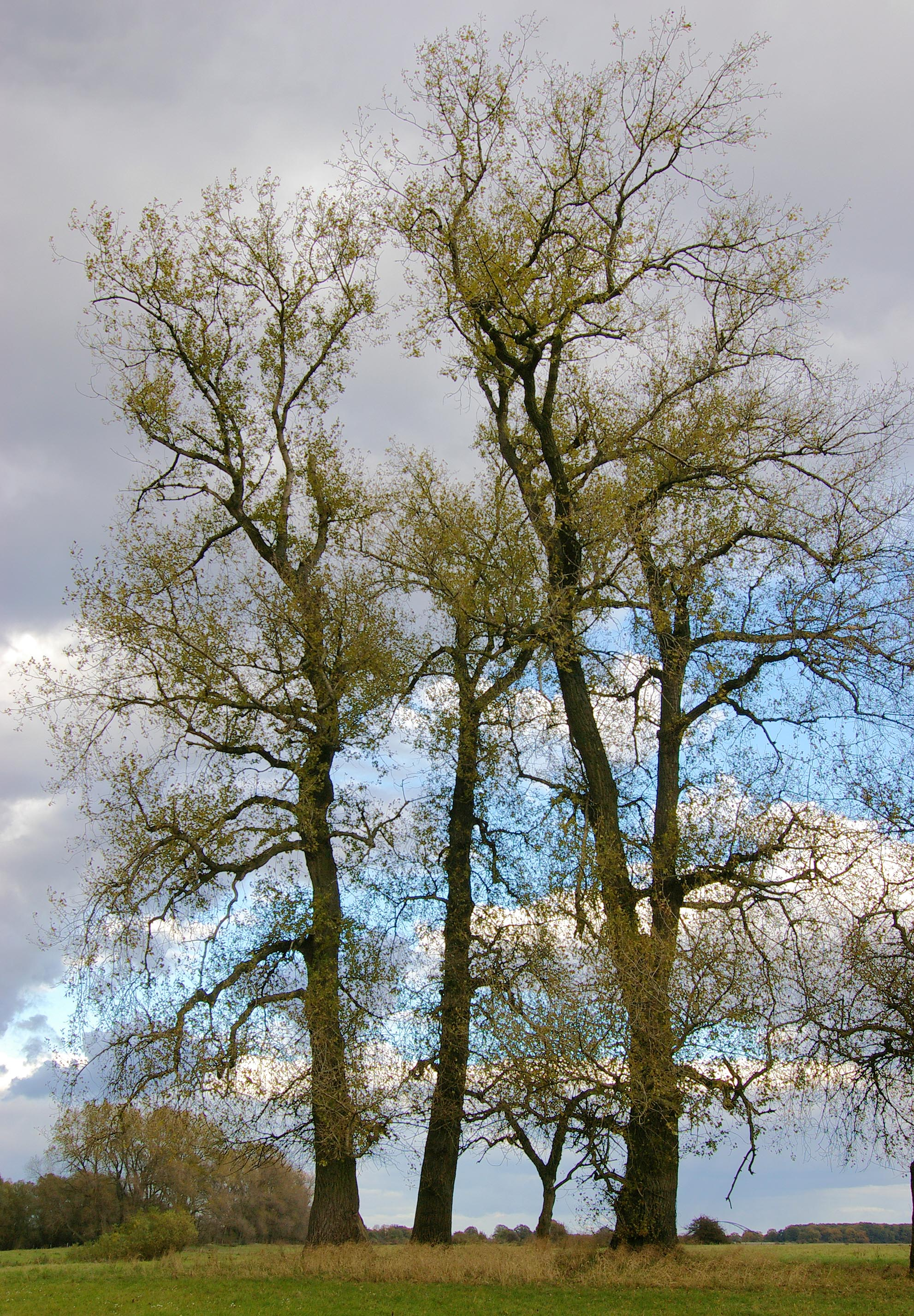
Тополь чёрный

Урочище Петровская лука расположено на правом берегу реки Дон, на её пойменной террасе около города Семикаракорска. Урочище занимает кварталы № 13 и № 15 Семикаракорского участкового лесничества Семикаракорского территориального отдела. Урочище является комплексным памятником природы местного значения с действующим режимом заказника. Площадь Урочища Петровская лука составляет около 160 га. Здесь растёт пойменная растительность долины Нижнего Дона. На территории урочища есть луга и болота, отчего его растительный и животный мир отличается большим разнообразием.
Урочище «Петровская лука» представляет собой хорошо сохранившийся пойменный лес лиственных пород естественного и искусственного происхождения. Из естественных пород здесь растут на площади около 60 гектар —  ива белая, осокорь белый, ясень зелёный. На площади 48 га на аллювиально-луговых слоистых почвах встречаются в основном посадки ясеня. Из этих насаждений ясеня 43,8 % являются искусственного и 56,2 % — естественного происхождения.
Здесь также встречаются дуб, ветла, осокорь, тополь канадский, вяз мелколистный, клён татарский и другие деревья. На площади 59 га основной породой деревьев естественного происхождения является растение семейства ивовых — ветла . Растут также вяз обыкновенный, ясень зелёный, сосна крымская и др.
Здесь также произрастают такие лекарственные растения, как: ромашка, цикорий, подорожник, шиповник, крушина. Памятник природы Урочище Петровская лука Семикаракорского района характеризуется и богатым животным миром.
Статус природного памятника Урочище Петровская лука получило согласно Решению Семикаракорского РИКа № 363 от 20.09.77 г. и Облсовета № 87 от 22.04.92 г. и постановления правительства Ростовской области от 15.05.2014 № 349.